# イバン・ノバ
イバン・マニュエル・ノバ・グアンス（Iván Manuel Nova Guance, 1987年1月12日 - ）は、ドミニカ共和国サン・クリストバル州サン・クリストバル出身のプロ野球選手（投手）。右投右打。愛称はスーパー・ノバ。

## 経歴

### プロ入りとヤンキース時代

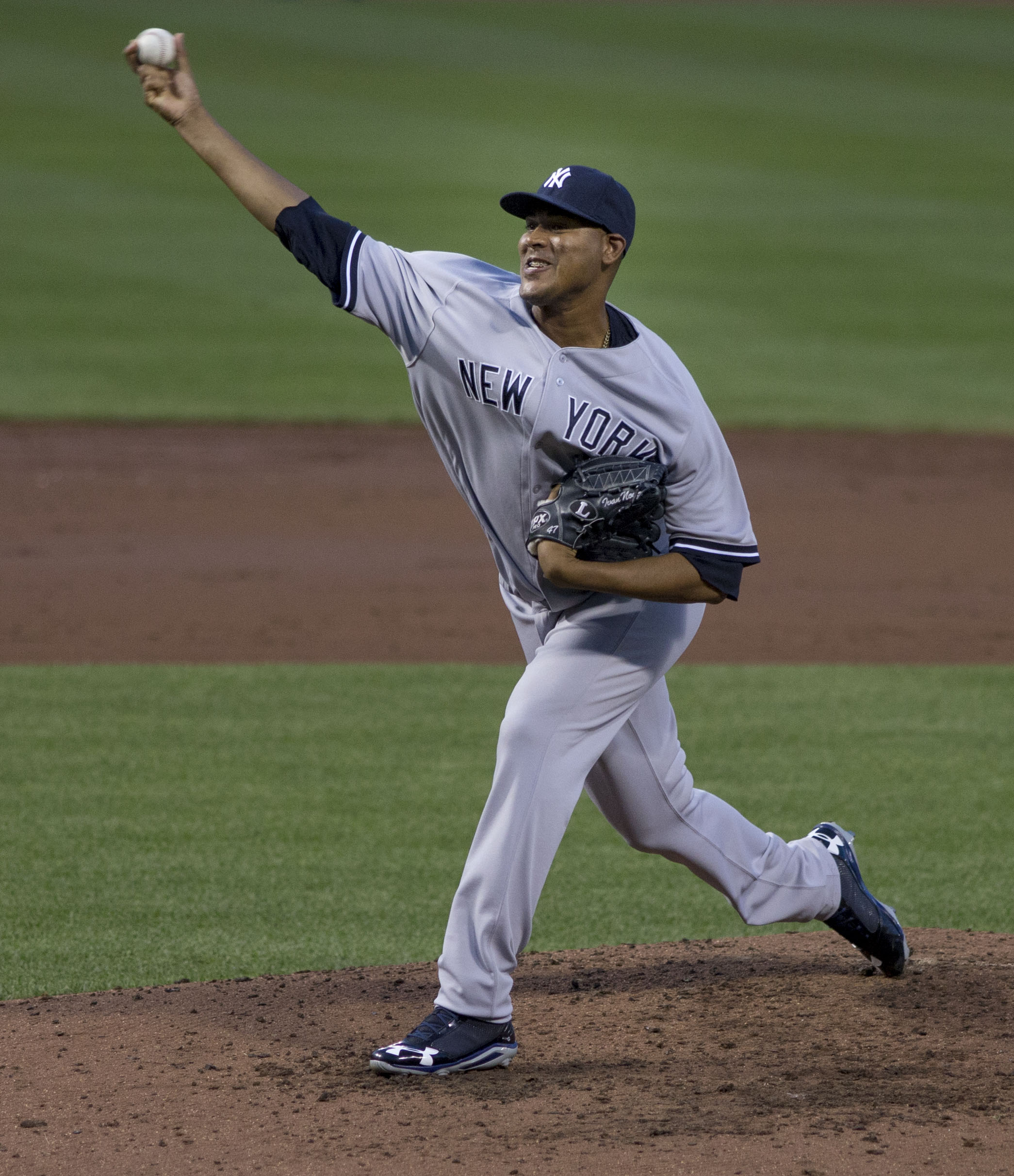
ニューヨーク・ヤンキース時代
（2013年6月29日）

2004年7月15日にニューヨーク・ヤンキースと契約してプロ入り。
2006年は傘下のルーキー級ガルフ・コーストリーグ・ヤンキースでプロデビュー。10試合（先発5試合）に登板して3勝0敗1セーブ、防御率2.72、36奪三振を記録した。
2007年はA級チャールストン・リバードッグスでプレーし、21試合に先発登板して6勝8敗、防御率4.98、54奪三振を記録した。
2008年はA+級タンパ・ヤンキースで26試合（先発24試合）に登板して8勝13敗、防御率4.36、109奪三振を記録した。オフの12月11日に行われたルール・ファイブ・ドラフトでサンディエゴ・パドレスから指名を受けて移籍した。
2009年2月27日にパドレスと1年契約に合意。スプリングトレーニング中のプレシーズン・ゲームでは8試合に登板したが、防御率8.31と結果を残せず、スプリングトレーニング終了後にウェイバー公示されたため、ルール・ファイブ・ドラフトの規約で3月29日にヤンキースに戻ることとなった。この年はAA級トレントン・サンダーで12試合に登板後、6月にAAA級スクラントン・ウィルクスバリ・ヤンキースへ昇格。AAA級スクラントン・ウィルクスバリでは12試合に先発登板して1勝4敗、防御率5.10、43奪三振を記録した。オフの11月20日にヤンキースとメジャー契約を結んだ。
2010年3月12日にヤンキースと1年契約に合意。3月15日にAAA級スクラントン・ウィルクスバリへ配属され、開幕を迎えた。5月10日にメジャーへ昇格し、13日のデトロイト・タイガース戦でメジャーデビュー。6点ビハインドの7回裏から登板し、2回を2安打無失点1奪三振に抑えた。17日に朴賛浩が故障者リストから復帰したため、AAA級スクラントン・ウィルクスバリへ降格。8月21日に再昇格した。再昇格後は先発としてプレーし、29日のシカゴ・ホワイトソックス戦では5.2イニングを5安打1失点に抑え、メジャー初勝利を挙げた。この年は10試合（先発7試合）に登板して1勝2敗、防御率4.50、26奪三振を記録した。
2011年は開幕ロースター入りし、先発ローテーションに定着。28試合に登板し、CC・サバシアに次ぐチーム2位の16勝（4敗）を記録した。新人王資格が残っていたため、ルーキー・オブ・ザ・イヤーにノミネートされたが、投票では4位だった。
2012年3月7日にヤンキースと1年契約に合意。8月23日に右肩の故障で15日間の故障者リスト入りした。9月8日に復帰。この年は故障で離脱したものの、28試合に先発登板して12勝8敗、防御率5.02、153奪三振を記録した。
2013年4月27日に右の三頭筋を故障したため故障者リスト入りし、その後復帰したが5月30日にAAA級スクラントン・ウィルクスバリに降格。6月23日に再昇格した後は2完封を上げるなど好調で、規定投球回数には届かなかったものの、先発投手の中心として活躍した。
2014年1月17日にヤンキースと330万ドルの1年契約に合意し、開幕ロースター入りした。4月20日に右肘内側側副靱帯の損傷で、15日間の故障者リスト入りした。トミー・ジョン手術を受けるため、4月24日に60日間の故障者リストへ異動した。4月29日、手術は予定通り執り行われた。この年は故障の影響で4試合に登板し、2勝2敗、防御率8.27だった。
2015年1月14日にヤンキースと330万ドルの1年契約に合意した。6月24日のフィラデルフィア・フィリーズ戦で約14ヶ月ぶりにメジャー復帰し、6.2回を無失点に抑えて復活の白星を挙げた。結局この年は17試合全てに先発投手としてマウンドに登り、6勝を挙げたものの負けがこみ（11敗）、防御率も5.00台に終わるなど、完全復活とはならなかった。
2016年、ヤンキースでは7勝6敗と勝ち星を先行させたが、防御率は4.90と内容は今一つだった。

### パイレーツ時代
2016年8月1日にトレード期限最終日に後日発表選手のマイナー2選手（8月30日にティト・ポロ、スティーブン・タープリーと発表された）との交換で、ピッツバーグ・パイレーツへ移籍した。移籍後は投球内容が改善し、11試合・64.2イニングに登板して5勝2敗、防御率3.06、3完投で、四球はわずかに3つだった。オフにFAとなったが、パイレーツと3年2600万ドルで再契約した。
2017年はシーズン開幕前の2月8日に指名投手枠で第4回ワールド・ベースボール・クラシック（WBC）のドミニカ共和国代表に選出された。同年のレギュラーシーズンでは31試合に先発し、11勝14敗、防御率4.14という成績であった。

### ホワイトソックス時代
2018年12月11日にヨルディー・ロサリオとインターナショナル・ボーナス・プール（海外選手契約金枠）とのトレードで、ホワイトソックスへ移籍した。
2019年オフの10月31日にFAとなった。

### タイガース時代
2020年1月13日にタイガースと150万ドルの単年契約を結んだ。オフの10月28日にFAとなった。

### フィリーズ傘下時代
2021年1月26日にフィラデルフィア・フィリーズとマイナー契約を結んだ。
2021年3月25日 フィリーズからリリースされた

### ロッキーズ傘下時代
2021年4月12日にコロラド・ロッキーズとマイナー契約を結んだ。

### 韓国・SSG時代
2021年12月21日、韓国プロ野球のSSGランダースと契約した。しかしSSGでは3勝、防御率6.50の成績で、2022年7月12日にウェーバー公示され、7月19日に自由契約選手となった。

## 選手としての特徴
スリークォーターから、最速97.9mph（約157.6km/h）・平均93mph （約150km/h）の二種類の速球（ツーシーム・フォーシーム）を中心に、決め球である平均80mph（約129km/h）のカーブ、その他に平均86mph（約138km/h）のチェンジアップ、平均87mph（約140km/h）のスライダーなどを使う。2014年までは速球はフォーシームが主体であったが、2015年以降はツーシームが主体となっている。奪三振率はMLB通算6.8とあまり高くなく、主にツーシームなどで打ち取って取るピッチングスタイル。

## 詳細情報

### 年度別投手成績
| 年 度     | 球 団     | 登 板 | 先 発 | 完 投 | 完 封 | 無 四 球 | 勝 利 | 敗 戦 | セ 丨 ブ | ホ 丨 ル ド | 勝 率 | 打 者 | 投 球 回 | 被 安 打 | 被 本 塁 打 | 与 四 球 | 敬 遠 | 与 死 球 | 奪 三 振 | 暴 投 | ボ 丨 ク | 失 点 | 自 責 点 | 防 御 率 | W H I P |
| --------- | --------- | ----- | ----- | ----- | ----- | -------- | ----- | ----- | -------- | ----------- | ----- | ----- | -------- | -------- | ----------- | -------- | ----- | -------- | -------- | ----- | -------- | ----- | -------- | -------- | ------- |
| 2010      | NYY       | 10    | 7     | 0     | 0     | 0        | 1     | 2     | 0        | 0           | .333  | 185   | 42.0     | 44       | 4           | 17       | 2     | 1        | 26       | 2     | 0        | 22    | 21       | 4.50     | 1.45    |
| 2011      | NYY       | 28    | 27    | 0     | 0     | 0        | 16    | 4     | 0        | 0           | .800  | 704   | 165.1    | 163      | 13          | 57       | 3     | 6        | 98       | 11    | 0        | 74    | 68       | 3.70     | 1.33    |
| 2012      | NYY       | 28    | 28    | 0     | 0     | 0        | 12    | 8     | 0        | 0           | .600  | 748   | 170.1    | 194      | 28          | 56       | 3     | 10       | 153      | 6     | 2        | 100   | 95       | 5.02     | 1.47    |
| 2013      | NYY       | 23    | 20    | 3     | 2     | 0        | 9     | 6     | 0        | 0           | .600  | 586   | 139.1    | 135      | 9           | 44       | 3     | 14       | 116      | 3     | 0        | 49    | 48       | 3.10     | 1.28    |
| 2014      | NYY       | 4     | 4     | 0     | 0     | 0        | 2     | 2     | 0        | 0           | .500  | 96    | 20.2     | 32       | 6           | 6        | 0     | 2        | 12       | 1     | 0        | 19    | 19       | 8.27     | 1.84    |
| 2015      | NYY       | 17    | 17    | 0     | 0     | 0        | 6     | 11    | 0        | 0           | .353  | 413   | 94.0     | 99       | 13          | 33       | 0     | 7        | 63       | 5     | 0        | 54    | 53       | 5.07     | 1.40    |
| 2016      | NYY       | 21    | 15    | 0     | 0     | 0        | 7     | 6     | 1        | 0           | .538  | 421   | 97.1     | 107      | 19          | 25       | 1     | 6        | 75       | 7     | 0        | 54    | 53       | 4.90     | 1.36    |
| 2016      | PIT       | 11    | 11    | 3     | 0     | 2        | 5     | 2     | 0        | 0           | .714  | 263   | 64.2     | 68       | 4           | 3        | 0     | 3        | 52       | 3     | 0        | 27    | 22       | 3.06     | 1.10    |
| '16計     | PIT       | 32    | 26    | 3     | 0     | 2        | 12    | 8     | 1        | 0           | .600  | 684   | 162.0    | 175      | 23          | 28       | 1     | 9        | 127      | 10    | 0        | 81    | 75       | 4.17     | 1.25    |
| 2017      | PIT       | 31    | 31    | 2     | 1     | 2        | 11    | 14    | 0        | 0           | .440  | 785   | 187.0    | 203      | 29          | 36       | 2     | 7        | 131      | 8     | 0        | 96    | 86       | 4.14     | 1.28    |
| 2018      | PIT       | 29    | 29    | 0     | 0     | 0        | 9     | 9     | 0        | 0           | .500  | 683   | 161.0    | 171      | 26          | 35       | 4     | 4        | 114      | 9     | 1        | 82    | 75       | 4.19     | 1.28    |
| 2019      | CWS       | 34    | 34    | 2     | 0     | 0        | 11    | 12    | 0        | 0           | .478  | 806   | 187.0    | 225      | 30          | 47       | 1     | 9        | 114      | 7     | 0        | 107   | 98       | 4.72     | 1.45    |
| 2020      | DET       | 4     | 4     | 0     | 0     | 0        | 1     | 1     | 0        | 0           | .500  | 88    | 19.0     | 22       | 4           | 9        | 0     | 0        | 9        | 2     | 0        | 18    | 18       | 8.53     | 1.63    |
| 2022      | SSG       | 12    | 12    | 0     | 0     | 0        | 3     | 4     | 0        | 0           | .429  | 291   | 63.2     | 78       | 5           | 25       | 0     | 5        | 32       | 9     | 1        | 50    | 46       | 6.50     | 1.62    |
| MLB：11年 | MLB：11年 | 240   | 227   | 10    | 3     | 4        | 90    | 77    | 1        | 0           | .539  | 5778  | 1347.2   | 1463     | 185         | 368      | 19    | 69       | 963      | 64    | 3        | 702   | 656      | 4.38     | 1.36    |

- 2020年度シーズン終了時
- 各年度の太字はリーグ最高

### 年度別守備成績
| 年 度 | 球 団 | 投手（P） | 投手（P） | 投手（P） | 投手（P） | 投手（P） | 投手（P） |
| 年 度 | 球 団 | 試 合     | 刺 殺     | 補 殺     | 失 策     | 併 殺     | 守 備 率  |
| ----- | ----- | --------- | --------- | --------- | --------- | --------- | --------- |
| 2010  | NYY   | 10        | 5         | 5         | 1         | 0         | .909      |
| 2011  | NYY   | 28        | 16        | 21        | 0         | 0         | 1.000     |
| 2012  | NYY   | 28        | 9         | 9         | 1         | 2         | .947      |
| 2013  | NYY   | 23        | 8         | 18        | 0         | 1         | 1.000     |
| 2014  | NYY   | 4         | 1         | 1         | 0         | 0         | 1.000     |
| 2015  | NYY   | 17        | 4         | 8         | 2         | 2         | .857      |
| 2016  | NYY   | 21        | 4         | 6         | 1         | 1         | .909      |
| 2016  | PIT   | 11        | 6         | 6         | 1         | 1         | .923      |
| '16計 | PIT   | 32        | 10        | 12        | 2         | 2         | .917      |
| 2017  | PIT   | 31        | 18        | 34        | 1         | 1         | .981      |
| 2018  | PIT   | 29        | 8         | 11        | 5         | 0         | .792      |
| 2019  | CWS   | 34        | 9         | 18        | 1         | 3         | .964      |
| 2020  | DET   | 4         | 2         | 5         | 0         | 0         | 1.000     |
| 2022  | SSG   | 12        | 6         | 2         | 1         | 1         | .889      |
| MLB   | MLB   | 240       | 90        | 142       | 13        | 11        | .947      |

- 2020年度シーズン終了時
- 各年度の太字はリーグ最高

### 表彰
- ピッチャー・オブ・ザ・マンス：1回（2013年8月）

### 背番号
- 41（2010年 - 同年途中）
- 47（2010年途中 - 2016年途中）
- 46（2016年途中 - 2019年）
- 43（2020年）
- 33（2022年）